# José Angel Guerra Méndez
José Angel Guerra Méndez   (Manzanillo, 20 de gener de 1988) és un jugador d'escacs cubà que representa la Federació Espanyola i té el títol de Gran Mestre des de 2017.
A la llista d'Elo de la FIDE del desembre de 2021, hi tenia un Elo de 2509 punts, cosa que en feia el jugador número 22 de l'estat espanyol. El seu màxim Elo va ser de 2542 punts, a la llista del maig de 2016.

## Resultats destacats en competició
L'abril de 2017 va vèncer al 44è Obert Internacional de La Roda, Albacete, per davant de forts jugadors com ara Fernando Peralta, Tigran Gharamian, o Vladimir Baklan.
El març de 2018 fou segon al Campionat de Catalunya en perdre a la final en les partides de desempat contra el GM Hipòlit Asís. L'abril de 2019 es proclamà campió de Catalunya absolut, a Vila-seca, per damunt del GM Miguel Muñoz Pantoja.